# Muerte civil (película de 1910)
Muerte civil es una película de Argentina en blanco y negro, sin sonido, dirigida por Mario Gallo en 1910 sobre su propio guion sobre la obra La morte civile de Paolo Giacometti y que tuvo como protagonista a  Giovanni Grasso.
Mario Gallo aprovechó la estadía en Argentina de este gran actor teatral italiano, que tenía a la obra dentro de su repertorio, para que la protagonizara en una de las primeras películas del país. No se conocían copias del filme hasta que recientemente fue recuperado por el Museo del Cine de Turín, con la colaboración de la Cinemateca Argentina.

## Sinopsis
Un condenado a prisión perpetua que se escapó de la cárcel, se suicida para no ser un obstáculo para su esposa e hija, quienes habían construido una nueva vida.

## Reparto
- Giovanni Grasso